# KSR-11
KSR-11 - sowiecki pocisk przeciwradarowy.
KSR-11 miał konstrukcję analogiczną do KSR-2 i różnił się od niego zastosowanym systemem naprowadzania. Został przyjęty do uzbrojenia na początku lat 60. wraz z kompleksem uzbrojenia K-11/K-16 instalowanym na samolotach Tu-16K-11-16. Do wykrywania celów dla KSR-11 i programowania głowicy pocisku służyła aparatura Rica której antena w kształcie odwróconej litery T znajdowała się z przodu samolotu, przymocowana do oszklonego nosa samolotu.
Pociski KSR-11 zostały użyte bojowo podczas wojny arabsko-izraelskiej w 1973 roku. Większość wystrzelonych pocisków została zestrzelona, ale kilka osiągnęło cel niszcząc trzy stacje radiolokacyjne.

## Dane taktyczno-techniczne
- Masa: ok. 3000 kg
- Masa głowicy bojowej: 1000 kg
- Długość: 8,6 m
- Średnica kadłuba: 1,0 m
- Rozpiętość skrzydeł: 4,6 m
- Prędkość: 1,2 Ma
- Zasięg: 180-230 km